# ジル・ヴィルヌーヴ
ジョゼフ・ジル・アンリ・ヴィルヌーヴ（Joseph Gilles Henri Villeneuve、1950年1月18日 - 1982年5月8日）は、カナダ・ケベック州出身のレーシングドライバー。
姓は「ビルヌーヴ」あるいは「ビルヌーブ」「ビルニューブ」などと表記されることもある。
息子のジャック・ヴィルヌーヴ、弟のジャック・ヴィルヌーヴSr.もレーシングドライバー。

## プロフィール

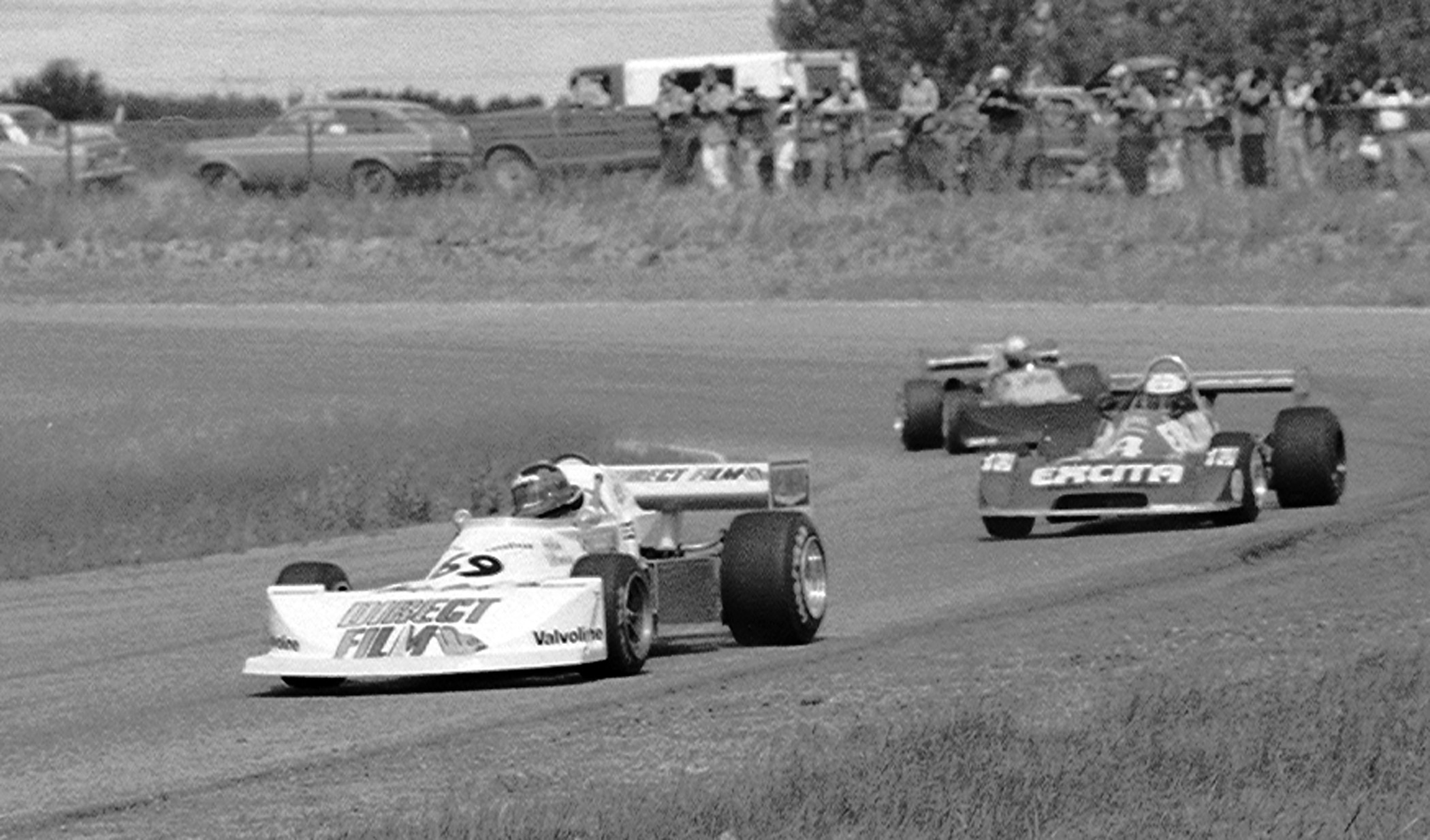
1977年のフォーミュラ・アトランティックで争うヴィルヌーヴ（前）とロズベルグ（後）

1950年1月18日、カナダのケベック州モントリオールに程近いリシュリューで生まれ、近郊のベルティエヴィルで育った。フランス系カナダ人であり、フランス語を母国語とした。
青年時代まではスノーモービル競技の選手で、弟ジャック・ヴィルヌーヴSr.とともにチャンピオンを獲得した。1973年から自動車レースに転向し、フォーミュラ・フォードのチャンピオンになる。1974年からフォーミュラ・アトランティックに参戦、1976年 - 1977年と2年連続チャンピオンを獲得。当時のライバルはケケ・ロズベルグだった。
1976年9月5日にトロワリヴィエール市街地で開催されたフォーミュラ・アトランティックレースで、スポット参戦したF1ドライバージェームス・ハントを下して優勝した。その後、ハントの推薦により、ハントの所属するマクラーレンとスポット参戦契約を交わした。

### F1

#### 1977年
7月17日の第10戦イギリスGPにて、マクラーレンのサードドライバーとしてF1デビュー。水温計の故障で一時ピットインするも、11位完走した。このデビューレースでの走りがエンツォ・フェラーリの目にとまり、フェラーリと翌1978年からのレギュラードライバー契約を結ぶ。その後、チームとの確執から離脱したニキ・ラウダの代役として、第16戦カナダGPから出場した。
最終戦日本GP（富士スピードウェイ）で、序盤にティレルのロニー・ピーターソンに追突し、ヴィルヌーヴのフェラーリは宙高く舞い上がり、立ち入り禁止区域にいた観客らの中に落下した。マシンは大破したにもかかわらずヴィルヌーブは無傷だったが、この事故で観客と警備員の計2名が死亡、計9名の重軽傷者を出した。
この事故は観戦禁止区域への観客の侵入と、警備員によるその排除行動の最中に発生したものであり、一義的には観客のモラルとサーキットの管理体制に責任を帰すべきものであった。しかしヴィルヌーヴは業務上過失致死罪の容疑で書類送検された。また、日本におけるF1開催は、このレースを最後に10年間にわたり中断された。ヴィルヌーヴは日本を含む各国のマスコミから激しい非難に晒されたが、エンツォ・フェラーリは「死亡事故は今までにもたくさんあった、これがF1レースの世界だ」と擁護している。

#### 1978年
1978年からフェラーリでF1フル参戦を開始した。第4戦アメリカ西GPでは、首位独走中にクレイ・レガツォーニのシャドウに追突し大クラッシュを引き起こす原因となり、再び物議を醸した。その後第6戦ベルギーGPで4位初入賞、第12戦オーストリアGPで3位初表彰台を獲得した。第14戦イタリアGPではマリオ・アンドレッティと首位争いをして2位でゴールするも、スタート時のフライングのペナルティーとしてフィニッシュタイムに1分加算され7位に終わる。
地元モントリオールに新設されたイル・ノートルダム・サーキットで開催された最終戦カナダGPでは予選3位から初優勝を果たした。

#### 1979年

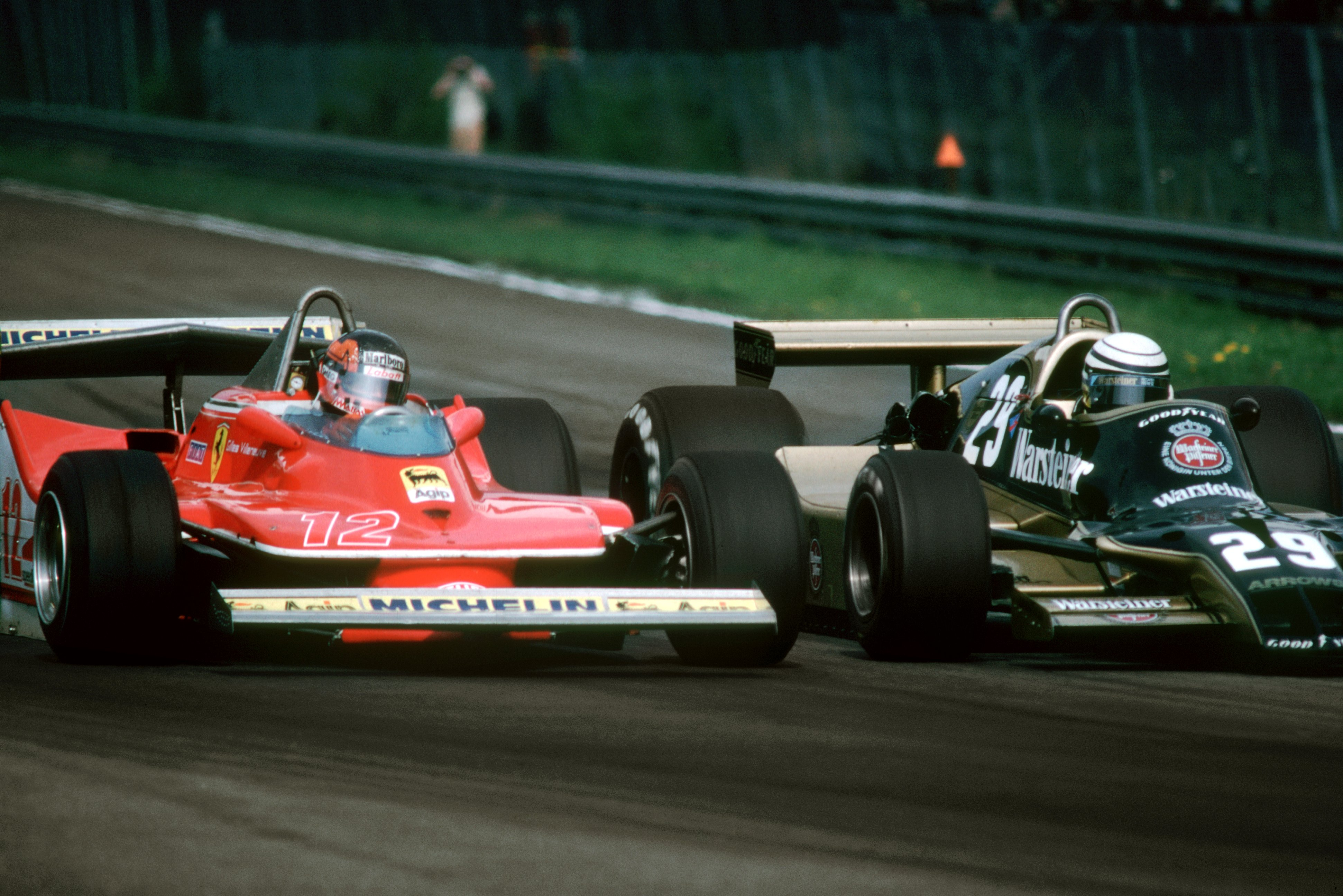
1979年ベルギーGPにおいてフェラーリ・312T4で走行するヴィルヌーヴ（写真左）とアロウズのリカルド・パトレーゼ（写真右）。

1979年はフェラーリの競争力が高まり、ヴィルヌーヴの生涯で最も成績の良いシーズンになった。第3戦南アフリカGP、第4戦アメリカ西グランプリ、最終戦アメリカGPで3勝を挙げ、タイトル争いに加わった。最終的にシーズン成績は2位となり、4ポイント差でチームメイトのジョディー・シェクターにチャンピオンを譲ることになるが、これには「エースドライバーのシェクターに対して、チームオーダーを忠実に守った結果」とも言われている。
第8戦フランスGPでは、ルノーのルネ・アルヌーとラスト3周に、サイド・バイ・サイドの壮絶な2位争いを繰り広げた。このデッドヒートは、しばしば「F1の歴史に残る名バトル」の1つに挙げられる。同じフランス語で会話ができるアルヌーは良き友人となり、ヴィルヌーヴの死後も息子ジャックのことを何かと気にかけてくれたという。
また、第12戦オランダGPザンドフールトではタイヤ不調に見舞われ、走行中に左リアタイヤの損傷でスピン後に再走した際は猛スピードでピットを目指した。結局それがマシンにさらなるダメージを与えてしまいリタイアとなったが、常人では考えられない三輪走行でのカウンターステアなど自車が動くうちは決してレースを諦めまいとする彼のファイトは多くの人々の心を捉えた。

#### 1980年
1980年は一転して苦難の年となる。当時はグラウンド・エフェクト・カー全盛期で、フェラーリの水平対向12気筒エンジンは幅が広いためボディ横をウイング形状に成型する際邪魔になるため不利と見られていた。1979年はその欠点がさほど表面化しなかったが、1980年は他チームのマシンに比べダウンフォースを確保できない状況でシーズンがスタート。マシン自体もチームメイトのシェクターが「マシンが爆発炎上して粉々になってもドライバーを無傷で守ってくれるほど頑丈なカミオン（大型トラック）」と言い切るほど出来が悪く、ヴィルヌーヴは入賞4回・表彰台なしと低迷する。しかしそんな中でも予選でしばしば上位に食い込み、第2戦ブラジルグランプリではスタート直後にトップを走行する場面もあった。
チームメイトで前年のチャンピオンのシェクターも5位入賞1回のみで、予選落ちまで喫した。シェクターはこのシーズン限りで引退し、ヴィルヌーヴはフェラーリのエースドライバーに昇格した。

#### 1981年

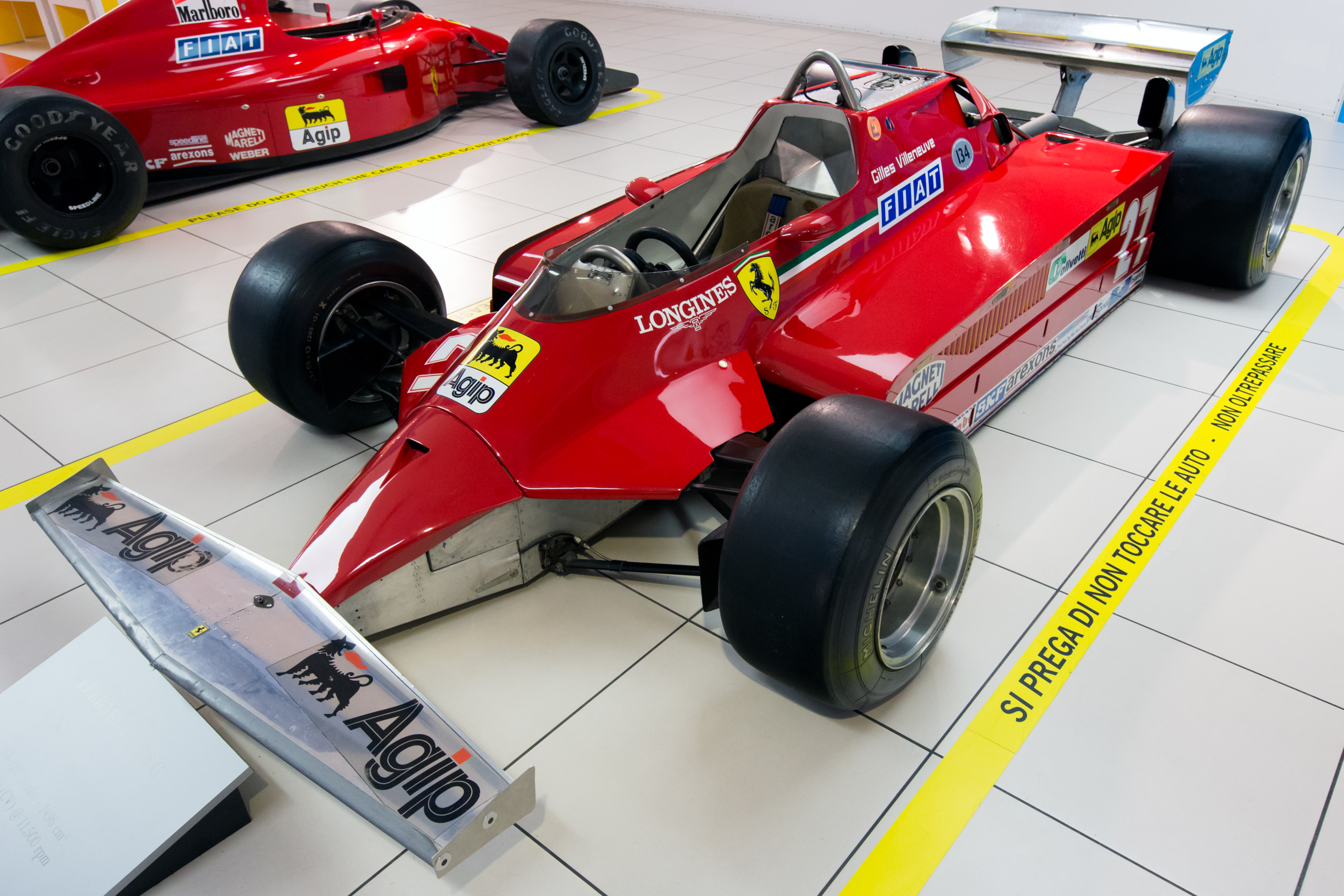
126CK（1981年）

ヴィルヌーヴのチームメイトとして、ディディエ・ピローニが加入した。
フェラーリはターボエンジンに移行するが、新車126CKは旧態依然なシャーシ設計が災いし、ヴィルヌーヴが「真っ赤なとっても速いキャデラック」、ピローニが「赤いカミオン」と評したほどに挙動が不安定なじゃじゃ馬だったと言われる。総合性能では他チームのマシンより低い状態だったが、ヴィルヌーヴは時折光る走りを見せた。
第6戦モナコGPでは狭い市街地コースをドリフトしながら、ガードレールとの距離をセンチメートル単位でコントロールする走りで予選2位。決勝レースでもアラン・ジョーンズを終盤に抜き去り、優勝を飾る。次戦第7戦スペインGPでは後続の4台のマシンを巧みに抑えこみ、一列縦隊のまま先頭で逃げ切った。1位ヴィルヌーヴから5位までのゴール時のタイム差は僅か1秒24で、「ヴィルヌーヴ・トレイン」と形容された。これが最後の勝利となった。
雨の中で行われた第14戦カナダGPではレース途中で破損したフロントウィングがめくれ上がり、視界を遮られた状況での走行となる。ついにはノーズごとウイングを失ったが、そのまま走行を続けて3位表彰台を獲得した。

#### 1982年、事故死
エンツォの肝いりにより、ハーベイ・ポスルスウェイトをデザイナーに迎えて作られた新車126C2は、他チームと遜色のないマシンに仕上がり、ようやくヴィルヌーヴはチャンピオンを獲りに行ける環境を手に入れた。
序盤3戦はリタイヤ・失格が続いたが、第4戦サンマリノGPは、ヴィルヌーヴがトップ、ピローニが2位と、2台のフェラーリが他を大きく引き離す状態でレースが進んだ。終盤には「燃費に注意を払い、無用な戦いを避けるように」との意味でピットから「"SLOW"」のサインが出され、ヴィルヌーヴはリスクを冒さず、ペースを落とした。
しかし2位のピローニはレース終盤にヴィルヌーヴを追い越してしまった。元々このレースは、F1シリーズの統括団体である国際自動車スポーツ連盟（FISA）と、F1シリーズの興行を取り仕切るF1製造者協会との政治的な対立から多くのチームがボイコットし、FISAに与するチームの僅か14台しか出走していなかったため、ヴィルヌーヴは当初この追い越しを「見所の減ったレースで観客を喜ばすための余興」だと考え、トップを奪い返した。しかしピローニは最終ラップで再度抜き返し、ヴィルヌーヴはペースを上げてピローニを追ったが、結局2位に終わった。
表彰式でシャンパンを手にはしゃぐピローニの後ろで、ヴィルヌーヴは無言を通したが、内心はピローニに対して激しく怒っていたといわれる。ヴィルヌーヴはこの事件以降ピローニを拒絶し、「もうあいつとは口を利かない、チームメイトとしても扱わない」と発言するなど、両者の関係は修復不可能なほど悪化してしまう。
続く第5戦ベルギーGP（ゾルダー・サーキット）の予選2日目（1982年5月8日）、予選終了10分前ほどにピローニが自身の予選タイムを0.15秒上回ったのを知ったヴィルヌーヴは、再び予選アタックを行うべくコースに出た。ピローニのタイムを更新することができないまま周回を続ける中、シケインの後の長い左カーブでスロー走行であったRAMマーチのヨッヘン・マスに遭遇した。マスはヴィルヌーヴの接近に気付き、レコードラインを譲ろうとした。しかしヴィルヌーヴもレコードラインの外から抜き去ろうと車線を変更し、結果として両者は同じ方向（アウト側）に動いてしまった。この時、ヴィルヌーヴ車は時速230km/hに達していたと推定される。
ヴィルヌーヴ車の左フロントタイヤがマス車の右リアタイヤに乗り上げ、回転しながら宙に舞い上がった。マシンは前部から路面に激突して150m垂直状態のまま横転して大破し、ヴィルヌーヴの身体はシートごとマシンから投げ出され、コース脇のフェンスに叩きつけられた。現場や病院で救急隊により蘇生処置が施されたが、ちょうど支柱のあった場所に叩きつけられていたヴィルヌーヴは頚椎その他を骨折しており、その日の夜9時過ぎに死亡した。32歳であった。この一部始終は蘇生処置まで含めて映像として残っており、1983年の「ウィニング・ラン」、1987年の「グッバイ・ヒーロー」などの映画で紹介されている。

#### 死後

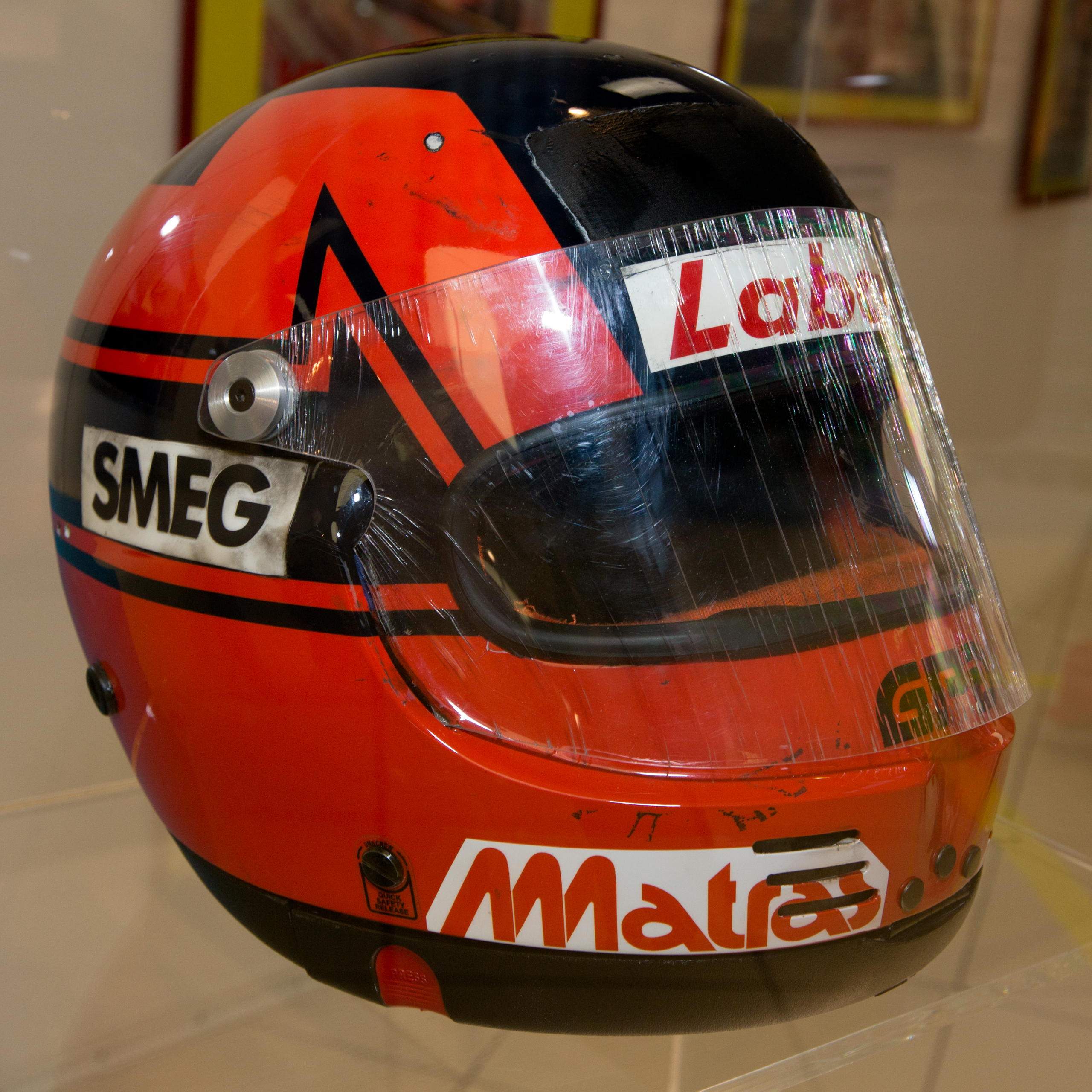
ヴィルヌーヴのヘルメット

ケベックで行われた葬儀には多数のF1関係者が参列し、ジョディ・シェクターが弔辞を述べた。遺体は火葬され、第2の故郷ベルティエヴィルの墓地に棺の一部が納められた。また、ピローニは遺族から参列を拒否された。
他のF1ドライバーからもジルの死を惜しむ声が多く上がり、アラン・プロストは「ジルは非凡な、かけがえの無いレーサーだった。彼がいないF1は、もう同じF1じゃない」とコメントしている。
ヴィルヌーヴの死亡事故の後ピローニはポイントリーダーとなるが、シーズン後半のドイツグランプリでジルと同様の事故に遭って重傷を負い、戦線を離脱した。フェラーリチームはチャンピオン候補であった二人のドライバーを両方失いドライバーズタイトルをケケ・ロズベルグに奪われるも、空いたシートを埋めたパトリック・タンベイとマリオ・アンドレッティの手により、1982年のコンストラクターズタイトルを獲得した。

## 補足

### 事故原因
FISAの事故調査委員会はヴィルヌーヴの判断ミスと判定し、マスの責任を問わなかった。レースアクシデントとしては、両者の回避判断が重なってしまった不幸なケースとみなされている。ただしモータースポーツの基本として「速度差の大きい後続車に道を譲る場合はむやみにライン変更せず、後続車に追い抜きの判断を任せる」という了解があるのも事実である。
ヴィルヌーヴの事故は、当時多用されていた予選用タイヤの存在が引き金になっている面もある。予選用タイヤは非常にグリップ力が高く好タイムを出しやすいが、その能力を発揮できるのはせいぜい1 - 2周で、最高性能を発揮する前後はスロー走行しなければならない。当時は予選出走台数が30台に達し、コース状況が良くなる予選終盤に各車が一斉に出走する渋滞状態が問題視されていた。そのため予選中には、タイヤの最高性能が出た状態でタイムアタックする車両と、スロー走行する車両がコース上に混在するという、非常に危険な状況が常態化してしまっていた。ヴィルヌーヴの事故に関しても、ヴィルヌーヴがタイムアタック中で、追突されたマスはスロー走行中だったとされることがある。
一方で、事故発生時にフェラーリのピットに居たマウロ・フォルギエリは、ヴィルヌーヴが事故を起こしたのは予選アタックを終えてピットに戻る周（インラップ）だったと証言しており、またインラップであっても全開で走るのがヴィルヌーヴの普段からのスタイルであったと語っている。

### 死後の名声

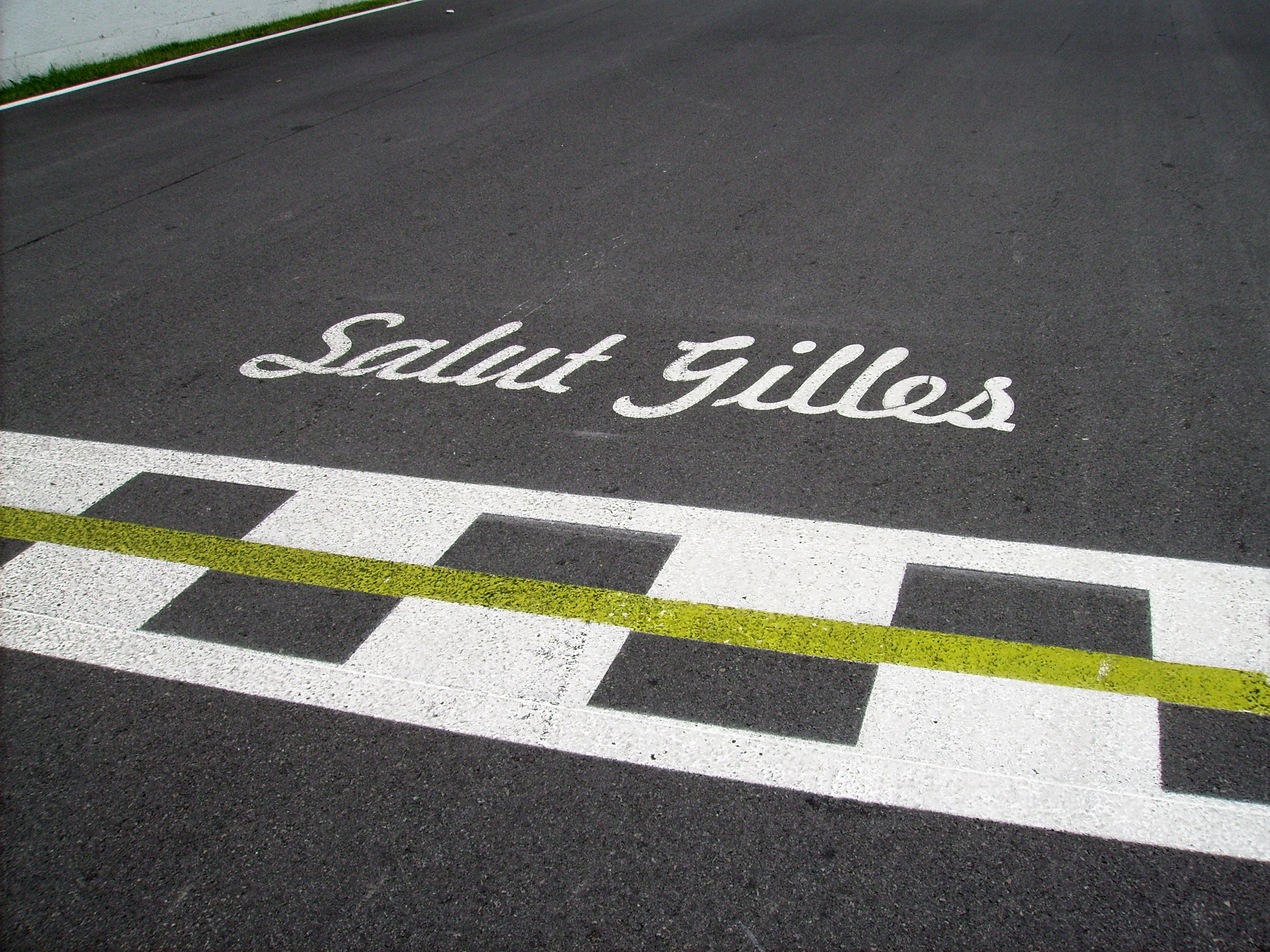
"Salut Gilles"と書かれたジル・ヴィルヌーヴ・サーキットのスタートライン

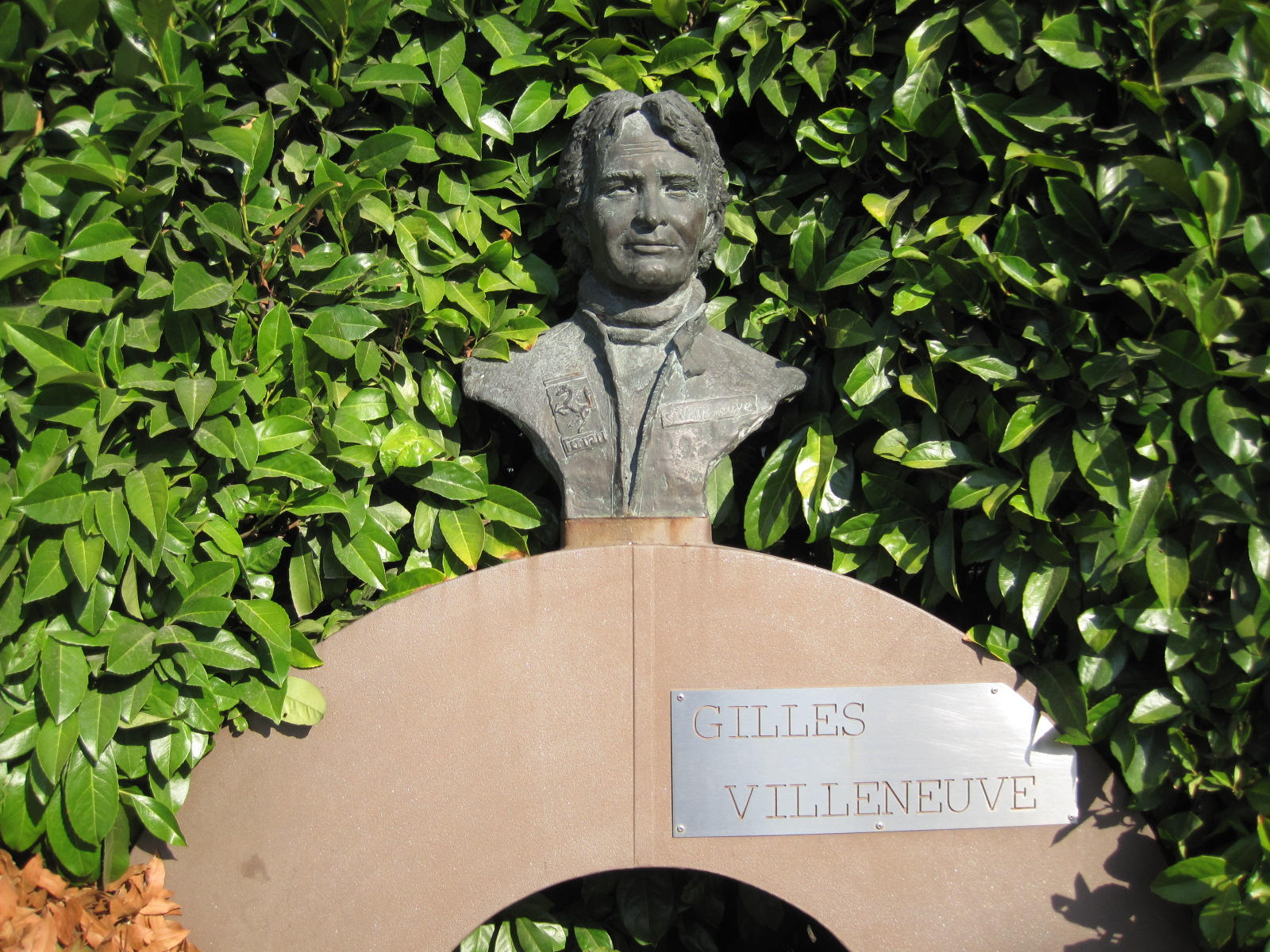
フィオラノサーキット入口に置かれたヴィルヌーヴの胸像

没後、カナダ人としての偉業を讃え、初勝利を遂げたイル・ノートルダム・サーキットはジル・ヴィルヌーヴ・サーキットと改名され、その後もF1カナダGPの舞台となっている。コースのスタートライン上には「Salut Gilles（やあ、ジル）」の一文が記されている。フェラーリの本拠地マラネッロにあるフィオラノテストコース近くに「Via Gilles Villeneuve」（ジル・ヴィルヌーヴ通り）があり、通りの始まる交差点の角に胸像が建てられた。
また、サンマリノGPが催されるイモラ・サーキットでは、1982年の最後のレースでスタートした3番グリッドにカナダ国旗が記され、1980年に高速クラッシュを演じたコーナーが「Curva Villeneuve（ヴィルヌーヴ・カーブ）」と命名された。このコーナーでは、1994年サンマリノGPでローランド・ラッツェンバーガーが事故死し、以後シケインに改修された。
ヴィルヌーヴが1981年から1982年にかけて付けたカーナンバー「27」は、1980年のチャンピオンチームであるウィリアムズとの交換で与えられた番号だった。当時は各コンストラクターの番号が固定化されていた時代で、新興チームへ大きい番号が割り振られており、名門フェラーリが「27」と「28」を付けるのは不振の象徴として当初は嫌われていた。しかし、ヴィルヌーヴの獅子奮迅の活躍と悲劇の死により、「27」はティフォシから「偉大な番号」として愛され、フェラーリのエースドライバーを象徴するものとなった。
その後、パトリック・タンベイ（1982-1983年）、ミケーレ・アルボレート（1984年-1988年）、ナイジェル・マンセル（1989年）、アイルトン・セナ（1990年・この年のみ27番はマクラーレンに付けられた）、アラン・プロスト（1991年）、ジャン・アレジ（1992-1995年）らが27番を受け継いで戦った。特にアレジはそのアグレッシブなドライビング・スタイルから「ジルの再来」と呼ばれ、1995年のカナダGP（上述の通り、ジルの名のついたサーキット）でF1で唯一となる勝利を挙げた。1990年には、前年度チャンピオンのプロストがフェラーリに移籍してきたため、皮肉にもライバルのアイルトン・セナが27番を付けることになった。セナ、アレジは、ヴィルヌーヴを尊敬していたといわれ、アレジが幼少の頃は、自分の部屋にヴィルヌーヴの等身大ポスターが貼ってあったという。
27番の伝統はミハエル・シューマッハが移籍してきた1996年にいったん終わる。この年から前年のドライバーズチャンピオンの付ける1番とチームメイトの2番以外は前年のコンストラクターズの順位の順番に従ってカーナンバーを付けるという規定が設けられ、参戦チーム数が最大12、各チームが出走させられるマシンが2台に制限された。このためカーナンバーは最大で25番となり、27番は使用されなくなった。2014年より、各ドライバーは2から99までの番号の中から希望する好きな番号を選んで、その番号を引退するまで使い続けることが認められるようになり、このルールのもとでニコ・ヒュルケンベルグが27番を選択したことでこのナンバーがF1に復活することになった。

### ディディエ・ピローニ
ヴィルヌーヴ事故死の原因になってしまったピローニだが、実際はヴィルヌーヴに対して友情を持っていたと言われる。ピローニは第8戦カナダGPでポールポジションを獲るが、「本来ならここにいるべき男がいない」と涙を見せた。このレースでは決勝スタート時、ピローニはエンジンをストールさせてしまい、後方から追突したリカルド・パレッティが、シーズン2人目の事故死者になるという悲劇が起きている。
ピローニはその後ポイントリーダーになったが、雨で視界不良となった第12戦ドイツGPの予選中、前を走るプロストのマシンに乗り上げ、ベルギーGPのヴィルヌーブと同様の事故を起こしてしまう。ピローニは両足複雑骨折の重傷を負い、タイトルは無論のこと、F1ドライバーとしてのキャリアをも失う結果になった。ピローニは1987年にパワーボートレース中の事故で死亡したが、パートナーの女性は死後に誕生した双子の息子にディディエとジルと名づけた。
実はピローニとヴィルヌーヴは例のサンマリノGP以降、一度だけ言葉を交わしている。ヴィルヌーヴはピローニのいる場所には極力近付かないようにしていたが、ある時ピローニがすれ違いざまに「Salut（やあ）」と言うと、ヴィルヌーヴはとっさに「Salut」と返事をした。この後、ヴィルヌーヴは酷く自分を呪ったという。

### ジャック・ヴィルヌーヴ
ヴィルヌーヴが死亡してから15年後の1997年、息子のジャック・ヴィルヌーヴがF1のワールドチャンピオンを獲得した。ジャックは27番を付けて1995年のインディ500を制し、同年のインディカー・シリーズのチャンピオンにも輝いた。
なお、ジャックが誕生した当初、ヴィルヌーヴは名前を決めかねていた。しかし、妻ジョアンに弟ジャック・ヴィルヌーヴSr.の話題をしている時に赤ん坊が笑い出したため、弟と同じ名前にすることを決めたと言われている。

## 評価
F1における通算成績はポールポジション2回、ファステストラップ8回、優勝6回、チャンピオン経験なしであり、数字だけを見れば「少し速いドライバー」レベルのものである。しかし、傑出した才能やレースに対するクリーンな姿勢、諸映像に残るアグレッシブな走りから「史上最高のF1ドライバー」「記録より記憶に残るドライバー」と賞賛され、現在も後進ドライバーから憧れの対象とされることがある。
ドライビングスタイルは、自身が「以前から憧れていた」と語るロニー・ピーターソンと同じく、大胆にアクセルを踏み、カウンターステアを当てながらマシンを横向きに滑らせて走る豪快なタイプだった。果敢な走りで先行車を次々に抜いていく"タイガー"型ドライバーの典型で、ドラマチックな走りを展開するため観客に人気が高かった。「ポールポジションからスタートしてそのまま優勝するより、最後尾からスタートして6位になるレースの方がいい」という発言も残している。また、どんなに激しいバトルの最中でも他のマシンに故意に接触するような卑怯な真似は決してせず、オーバーテイク後に相手のラインを残すなど、常にクリーンでフェアなバトルを展開した。
エンツォ・フェラーリは、ヴィルヌーヴと同様に、身の危険を顧みない勇猛な走りで多くのファンを魅了した戦前の伝説のドライバー、タツィオ・ヌヴォラーリになぞらえて、亡き息子のディーノと同様に彼を愛した。エンツォがドライバーに親しく接するのは珍しいことだったと言われる。ヴィルヌーヴ全盛期のフェラーリがマシンとしては低迷期だったのも、勇猛な走りの一因ともされる。
また、コーナーを極限状態のスピードで通過し、少し速過ぎると思えば次の周回でスピードを緩めるなどして、常に全開（限界のスピード）で戦っていたと言われる。「ここのコーナーでは時速何マイルまでなら大丈夫」と頭の中にインプットしており、周囲からは彼は決して無茶な運転はしていないとの声もある。抜群のドライビングセンスのため、他のドライバーがあるコーナーでスピンしてしまう速度であっても、ヴィルヌーヴは楽にそのコーナーをクリアすることができたという評もある。
フリー走行でもウォームアップランでも彼は常に全開（限界スピード）だったといわれ、1人でいつもタイムアタックをしているようだったという評もある。ラウダがその点について、ヴィルヌーヴに「どうしてそこまでリスクを冒す必要があるんだ？僕みたいにゆっくり走り始めて、そこから徐々に速くしていけば良いじゃないか？」と聞くと、ヴィルヌーヴは「ニキ、俺の知ってるドライビングってのはこういうやり方だけさ。いつだって全開で行くんだよ」と答えたという。また「骨折しても、病院で治してもらえばいいのさ、そうだろ？」と、事故に対する危険性を全く感じていなかったと見る向きもある。ラウダはこの様なヴィルヌーヴを彼がF1で出会った中で「最もクレイジーな奴 (the craziest devil)」と評した。もっとも、この件に関しては、フリー走行から全力で行くことで、コーナーの限界速度を予選までに見極めるための彼なりの手法とも言われている。
ヴィルヌーヴの常に限界を追求する勇猛な走りは死後もなお称賛と憧れの対象とされ、この事は彼を死後早々に伝説的カリスマ化させる要因になった。その反面、度々大きなクラッシュの元凶となったこともラウダを始め数多くの者に指摘されており、いくつかのレースで「危険」と具体的な非難を浴びたこともある。リカルド・パトレーゼは、「彼（ヴィルヌーヴ）とは喧嘩になったわけではないが、彼の走り方について賛成できない点があったので、ああいうのはやめてくれないかと話したことはある。彼はどんな状況であろうとリミットを越えて走っている。フリー走行だろうと、周囲に誰か走っている時でもだ。接触事故が起きる可能性を信じられないほど高めて、本人だけでなく他のドライバーを度々危険な目に遭わせていたからね。あのスタイルには賛成できない。」と語っている。
デビュー間もない時期の富士での大事故も、そして自らを死に至らしめた破滅的なクラッシュ事故も、いずれもフォーミュラカーの特性を考えれば可能な限り避けなければならないシチュエーションで発生させている。車体が宙を舞う派手なクラッシュを繰り返す様から「エア・カナダ」と揶揄された時期もあり、その最期にしても壮絶な事故死に多くの者が悲嘆に暮れた一方で、「来るべき時が来ただけ」という冷ややかな反応も入り混じっていたという。
ヴィルヌーヴが活躍した時代のF1マシンは、地面効果の追求によりコーナリングスピードが急激に上昇してしまっていた。ヴィルヌーヴの死も大きな一因となり、F1では翌1983年にフラットボトム規制の制定という形で地面効果（グラウンド・エフェクト）の利用は事実上禁止され、車体デザインが大幅に変更された。そのため、ヴィルヌーヴこそがF1におけるグラウンド・エフェクト・カー時代に幕を引いた人物とも言える。
勇猛な走りでマシンを酷使し壊すことが多かったため、「メカへの同情心がない」と非難するモータージャーナリストもいた。しかしエンツォ・フェラーリは「彼は破壊の統轄者だったが、どんなドライバーの酷使にも耐えられるマシンを造るためには、それらのパーツをどれほど改良しなければならないかを教えてくれた」と評し、「破壊の王子」と呼んで息子のように愛した。
また、彼を称えるためカーナンバー27を永久欠番とし、代わりに37番を使用できるようFISAに要求するも叶わなかった。

## エピソード
- プライベートでは飾らない気さくな人物として知られていた。率直な性格で、フェラーリチームではご法度とされるマシン批判も厭わなかった。また、サーキットに自身のモーターホームを持ち込み、家族と寝泊りするなど、庶民的な生活スタイルを愛していた。
- その様な普段の人間性とは裏腹に、ひとたびハンドルを握ればスピード狂という二面性があり、これも終生変わらなかった。サーキット外での幾つものとんでもない「公道伝説」が周囲の人物によって語られている。
  - ピローニ曰く、過去には愛車のフェラーリでイタリアの高速道路をピローニとともに270〜280km／hのスピードでかっ飛ばして、どちらが長くアクセルペダルを床まで踏み続けられるかを競っていたこともある。
  - モナコからフィオラノの区間をブレーキを踏まずに僅か2時間45分で走破したという伝説があり、この記録は未だに破られていない（普通の速度ならば5時間30分を要する）。
  - イタリアンレッドにペイントされたヴィルヌーブの自家用車フェラーリ・308にシェクターが初めて同乗した際、ジルは混雑していて車の列の切れ目がほとんどない高速道路を、220km/h以上のスピードでジグザグ走行をしながらすり抜けたという。その際、突如進路変更をしてきた大型車と接触しそうになると、ヴィルヌーブは少しも動揺せずにサイドブレーキを引いて瞬時に車を真横に向け、ドリフトによる減速でこれを回避した。大型車のリアバンパーすれすれに自車のサイドボディが迫りながらも、ヴィルヌーブは余裕の表情を浮かべていた[24]。目的地に着いて車を降りたシェクターは「二度とジルの運転する車には乗らない」とコメントした。
  - 一方、シェクターが運転している車の助手席にジルが乗っていたときは、突然フロントガラスの前に新聞紙を広げ「ジョディ、おまえの記事が載ってるぞ！」と叫ぶ危険極まりないいたずらも行っている。
  - ハーベイ・ポスルスウェイトは、F1ドライバーでさえ嫌がるジルの助手席に乗った人間としては極めて珍しいことに、「世界で一番上手なドライバーの助手席なのだから、ここは世界で一番安全な場所」とコメントしている。しかし、一緒に食事に行く際、脇道から飛び出してきたスクーターの老人をヴィルヌーブが華麗なブレーキングとドリフトで360度ターンでかわしたみせたものの、ポスルスウェイトは翌日の新聞にヴィルヌーヴが老人を撥ねた記事が載ることを鮮明にイメージしてしまったという。
- スポーツカー以外にも高価なパワーボートやヘリコプターを乗り回し、同乗者に恐怖を体験させている。
  - 燃料切れ寸前のヘリコプターを電線の近くでブラブラと乗り回していたこと、目的地までギリギリの燃料しか積んでおらずエンジンをかけたり切ったりを繰り返して飛んだこともあった[25]。
  - パワーボートは700馬力のフォードV8を二基搭載した、出力重量比を完全に無視したパワーの塊の様な機体で、同乗者にとってこのボートに乗ることは恐怖経験でしかなかった。
- 若い頃は父親の所有する車のスペアキーを作り、夜中に乗り回していた。
- ワイン嫌いで、フランス料理を食べる際はコカコーラを飲んでいた。
- 食事に対しては無頓着であったらしく、いつも言う言葉は「ステーキとポテトで十分」。

## F1での年度別成績
| 年     | 所属チーム   | シャシー | 1       | 2       | 3       | 4       | 5       | 6     | 7       | 8       | 9       | 10      | 11      | 12      | 13      | 14      | 15      | 16     | 17      | WDC       | ポイント |
| ------ | ------------ | -------- | ------- | ------- | ------- | ------- | ------- | ----- | ------- | ------- | ------- | ------- | ------- | ------- | ------- | ------- | ------- | ------ | ------- | --------- | -------- |
| 1977年 | マクラーレン | M23      | ARG     | BRA     | RSA     | USW     | ESP     | MON   | BEL     | SWE     | FRA     | GBR 11  | GER     | AUT     | NED     | ITA     | USA     |        |         | NC (36位) | 0        |
| 1977年 | フェラーリ   | 312T2    |         |         |         |         |         |       |         |         |         |         |         |         |         |         |         | CAN 12 | JPN Ret | NC (36位) | 0        |
| 1978年 | フェラーリ   | 312T2    | ARG 8   | BRA Ret |         |         |         |       |         |         |         |         |         |         |         |         |         |        |         | 9位       | 17       |
| 1978年 | フェラーリ   | 312T3    |         |         | RSA Ret | USW Ret | MON Ret | BEL 4 | ESP 10  | SWE 9   | FRA 12  | GBR Ret | GER 8   | AUT 3   | NED 6   | ITA 7   | USA Ret | CAN 1  |         | 9位       | 17       |
| 1979年 | フェラーリ   | 312T3    | ARG Ret | BRA 5   |         |         |         |       |         |         |         |         |         |         |         |         |         |        |         | 2位       | 47 (53)  |
| 1979年 | フェラーリ   | 312T4    |         |         | RSA 1   | USW 1   | ESP 7   | BEL 7 | MON Ret | FRA 2   | GBR 14  | GER 8   | AUT 2   | NED Ret | ITA 2   | CAN 2   | USA 1   |        |         | 2位       | 47 (53)  |
| 1980年 | フェラーリ   | 312T5    | ARG Ret | BRA 16  | RSA Ret | USW Ret | BEL 6   | MON 5 | FRA 8   | GBR Ret | GER 6   | AUT 8   | NED 7   | ITA Ret | CAN 5   | USA Ret |         |        |         | 12位      | 6        |
| 1981年 | フェラーリ   | 126CK    | USW Ret | BRA Ret | ARG Ret | SMR 7   | BEL 4   | MON 1 | ESP 1   | FRA Ret | GBR Ret | GER 10  | AUT Ret | NED Ret | ITA Ret | CAN 3   | CPL DSQ |        |         | 7位       | 25       |
| 1982年 | フェラーリ   | 126C2    | RSA Ret | BRA Ret | USW DSQ | SMR 2   | BEL DNS | MON   | DET     | CAN     | NED     | GBR     | FRA     | GER     | AUT     | SUI     | ITA     | CPL    |         | 15位      | 6        |

太字はポールポジション、斜字はファステストラップ。(key)

## カーナンバー(F1)
- 40 (1977年第10戦)
- 21 (1977年第16戦）
- 11 (1977年第17戦)
- 12 (1978年-79年)
- 2 (1980年)
- 27 (1981年-82年)